# Ditrichum brotherusii
Ditrichum brotherusii är en bladmossart som beskrevs av Seppelt 1980. Ditrichum brotherusii ingår i släktet grusmossor, och familjen Ditrichaceae. Inga underarter finns listade i Catalogue of Life.